# Inquisitor hedleyi
Inquisitor hedleyi is een slakkensoort uit de familie van de Pseudomelatomidae. De wetenschappelijke naam van de soort is voor het eerst geldig gepubliceerd in 1909 door Verco.